# 埃爾茨山
46°44′33″N 9°37′51″E / 46.742392°N 9.630768°E

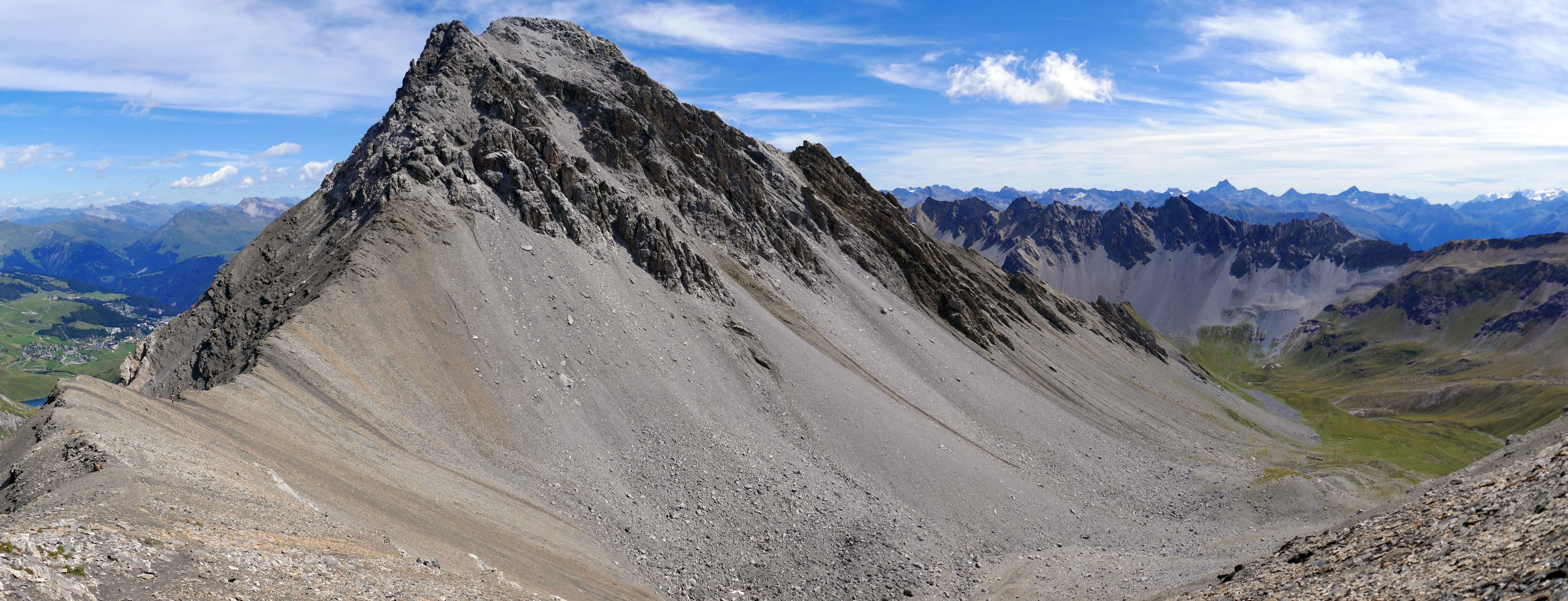

埃爾茨山（Erzhorn），是瑞士的山峰，位於該國東南部，由格勞賓登州負責管轄，屬於普萊蘇爾阿爾卑斯山脈的一部分，海拔高度2,924米，每年平均降雨量1,729毫米。